# Israel Salander
Israel Salander, född i Motala socken, död 1675 i Motala socken, han var en svensk kyrkoherde i Motala församling.

## Biografi
Israel Salander föddes på Motala Pilgård, Motala socken och var son till bonden Matts. Han prästvigdes 26 augusti 1641 till komminister i Ödeshögs församling och blev 1643 komminister i Motala församling. Salander blev 1667 kyrkoherde i Motala församling. Han begravdes 18 juni 1675 i Motala socken.

### Familj
Salander gifte sig med Ingrid Jönsdotter (död 1690). Hon var dotter till kyrkoherden Joannes Ingemari Sundius  och Elin Andersdotter i Motala socken. De fick tillsammans barnen Israel Salander, Daniel Israelis Salander (död 1700), Magnus Salander (1650–1703), Christina Salander (1652-1715), Elisabeth Salander och Emanuel Salander (1668–1706).